# Armida (Salieri)
Armida è un'opera in tre atti di Antonio Salieri su libretto di Marco Coltellini. La prima rappresentazione ebbe luogo al Burgtheater di Vienna il 2 giugno 1771.

## Introduzione
Armida è la prima opera seria di Salieri. In questo lavoro si avverte chiaramente l'influsso dell'estetica di Gluck, che aveva cercato di rinnovare l'opera seria introducendo un più forte legame tra dramma e musica. L'ouverture di Salieri segue i principi enunciati da Gluck nella prefazione all'Alceste ed è una sorta di introduzione programmatica agli avvenimenti dell'opera, come viene anche chiaramente spiegato nell'introduzione al libretto della première. L'influenza di Gluck è presente anche nelle frequenti interazioni tra solisti e coro, e nell'impiego diffuso del coro.
Il libretto, di Marco Coltellini, è una rielaborazione ed un ampliamento dello stesso libretto musicato nel 1766 da Giuseppe Scarlatti. Coltellini, sulla scia dei moderni principi rivoluzionari del melodramma gluckiano ampliò il libretto del 1766 aggiungendo le scene infernali, i cori e diverse altre sezioni.
In precedenza anche Lully, nel 1686 e Traetta, nel 1761, avevano musicato opere sullo stesso soggetto, incentrato sull'amore tra Armida e Rinaldo. Nel 1817, un'opera con lo stesso titolo sarebbe stata musicata da Rossini.

## Discografia
- L'ouverture di Armida è compresa in Salieri: Overtures, CD pubblicato da Naxos. Direttore Michael Dittrich; orchestra della Radio Slovacca.[3]
- L'ouverture di Armida fa parte di Antonio Salieri. Overtures & Ballet music (Volume 1), direttore Thomas Fey, Mannheimer Mozartorchester. Haenssler Classic, 2008[4]